# Гаврилова Піч
Гаврилова Піч (рос. Гаврилова Печь) — колишній населений пункт (урочище) у Симонівській сільській раді Барашівського району Коростенської округи Української СРР.

## Населення
У 1906 році в поселенні налічувалося 90 мешканців, дворів — 17, у 1923 році — 158 жителів, дворів — 20, у 1924 році — 159 осіб (з перевагою населення польської національности), дворів — 26.

## Історія
У 1906 році — урочище Барашівської волості (1-го стану) Житомирського повіту Волинської губернії. Відстань до губернського центру, м. Житомир, становила 82 версти, від волосного центру, с. Бараші — 10 верст. Найближче поштово-телеграфне відділення розміщувалося в Горошках.
У березні 1921 року, в складі волості, увійшло до новоутвореного Коростенського повіту Волинської губернії. У 1923 році включене до складу новоствореної Євгенівської сільської ради, яка 7 березня 1923 року увійшла до складу новоутвореного Барашівського району Коростенської округи. Розміщувалося за 12 верст від районного центру с. Бараші та за 2 версти — від центру сільської ради, ур. Євгенівка. 12 січня 1924 року, відповідно до рішення Волинської ГАТК (протокол № 6/1 «Про зміни в межах округів, районів і сільрад»), урочище передане до складу Симонівської сільської ради Барашівського району.
Зняте з обліку населених пунктів до 1 жовтня 1941 року.